# 韓式炸雞

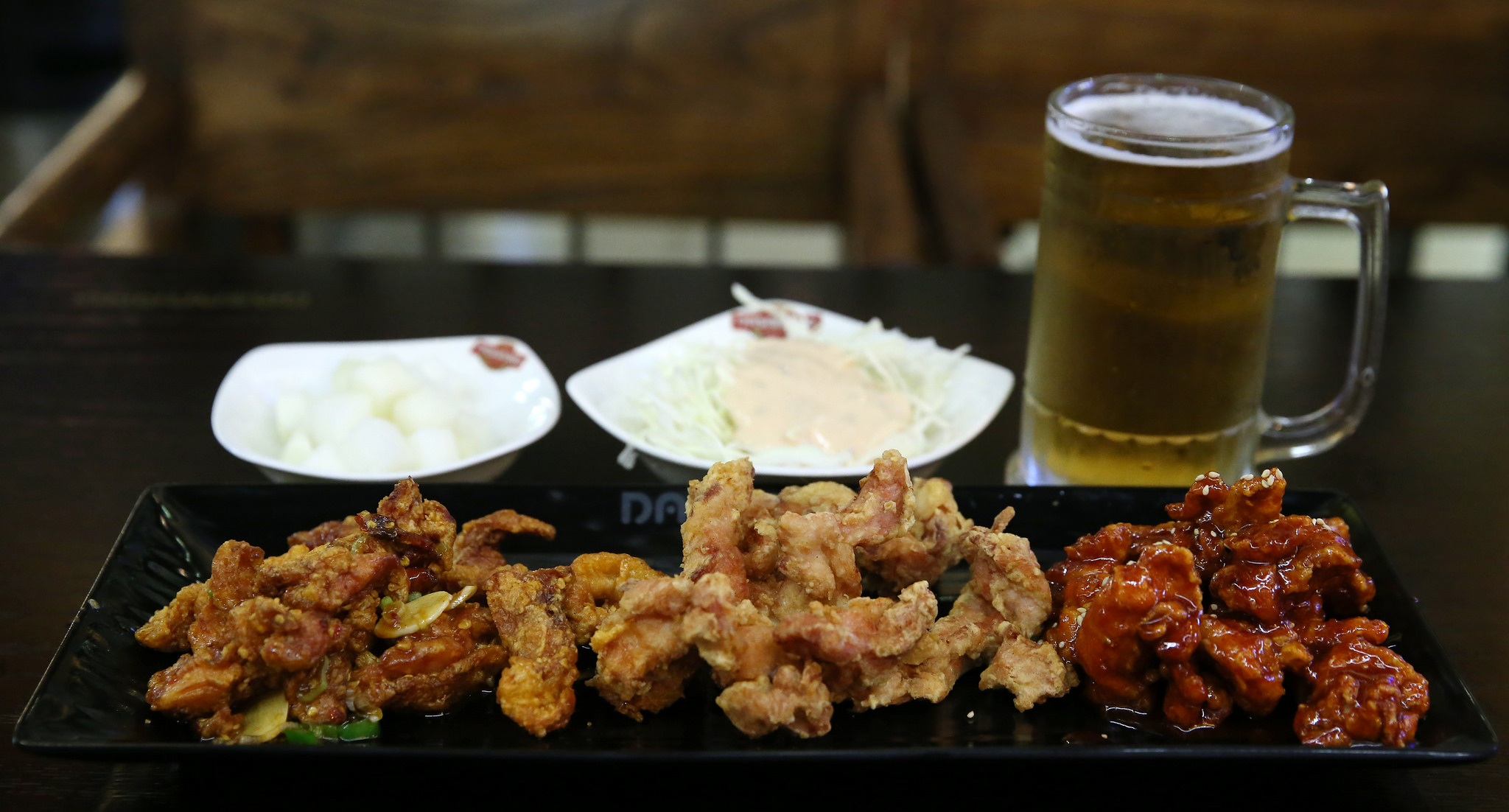
韩式炸鸡和啤酒

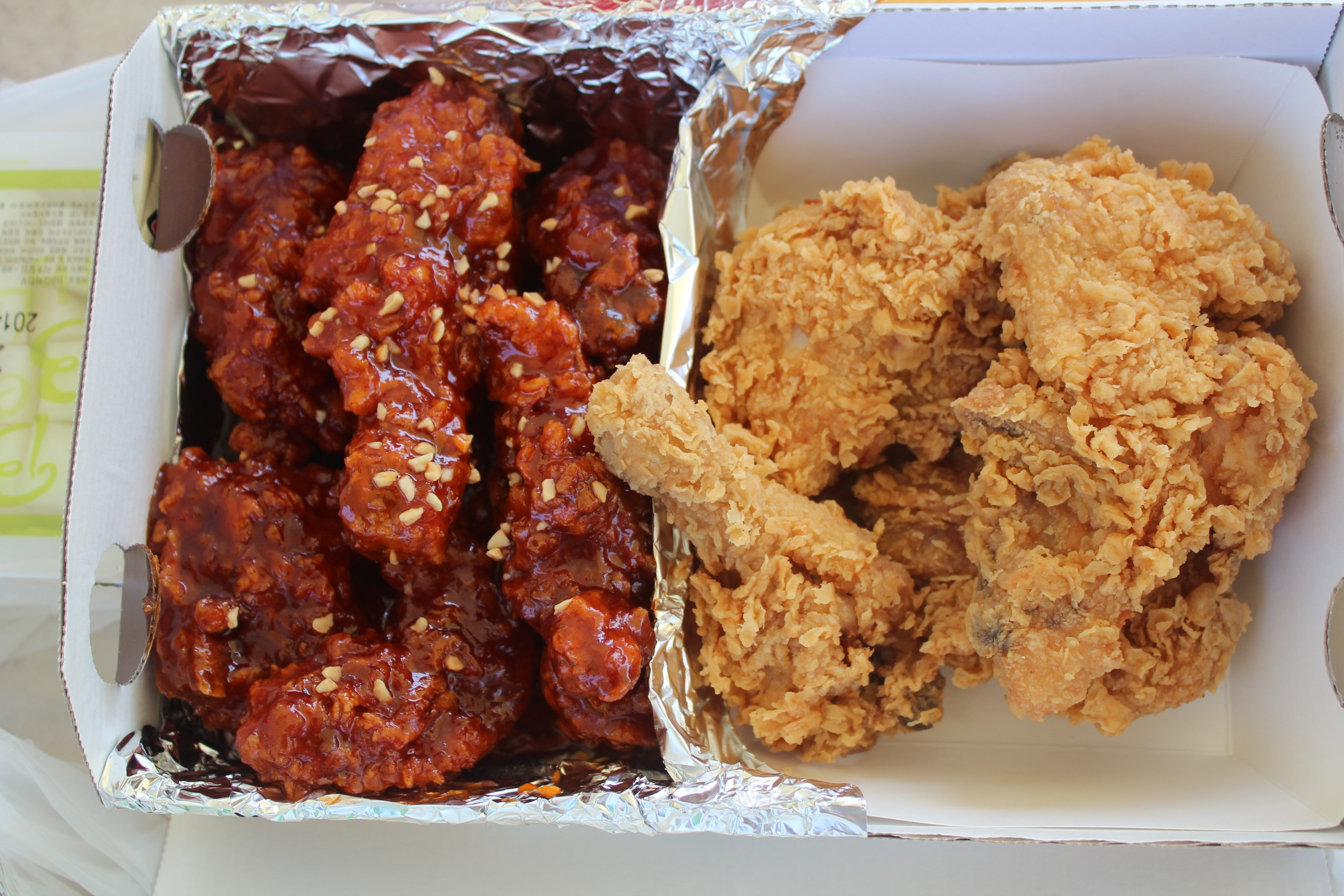
韩式炸鸡

韓式炸雞（韩语： Yangnyeom chikin ?，又称“韩国炸鸡”，韓語中亦常簡稱為 Chikin ?）是一种韩国风味的炸鸡，既可以是快餐店、餐厅和酒吧的主菜，也可作為零食。韩式炸鸡口味很多，有原味、香辣酱料味、醬油味、烧烤味、大蒜味、葱丝味和蜂蜜牛油味等。

## 特點
韩式炸鸡在做法上有着独到之处。首先，韩式炸鸡在炸之前要进行腌泡。其次，韩式炸鸡要炸两遍，因此比普通炸鸡要脆，含油量要低。最后，韩式炸鸡在第二次炸的时候使用特制韩式炸鸡佐料。与普通快餐店不同，韩式炸鸡店里的炸鸡都是现点现做的，而不是像普通炸鸡那样事先做好，因此至少要等待20分钟才能吃到。

## 韩剧引发的热潮
韩式炸鸡一般与啤酒一起搭配食用。隨着韓劇《來自星星的你》興起風潮，炸雞和啤酒成為最新流行語：「下雪了，怎麼能沒有炸雞和啤酒呢？」這台詞為韓國添加了一個新的標籤，所以到韓國品嚐真正炸雞和啤酒也被遊客們列入必食清單中，同时也使得该剧播放地的韩式炸鸡店的生意异常興隆。據統計韓國雞隻的消耗量達到了每年6億隻、每天27萬隻。炸雞店也成為了人們聚會、觀看競賽等主要場所。

## 種類

### 調味方式
- 韓式炸雞 (후라이드 치킨) – 基本的炸雞。
- 沾醬炸雞 (양념 치킨) – 炸雞塗上以韓式辣醬為基底的甜辣醬。
- 半半炸雞 (韩语：／?) – 通常指一半原味一半辣味炸雞[9]。
- 醬味炸雞(간장 치킨) – 炸雞塗上以醬油為基底的醬料，通常帶有大蒜味[10]。

## 韓國品牌
- bb.q CHICKEN，曾在韓劇孤單又燦爛的神－鬼怪和愛的迫降中出現[11][12]。
- BHC炸雞[13]
- 本村炸雞 (본촌치킨)
- Dasarang (다사랑)[14]
- Goobne Chicken (굽네치킨)[15]
- 橋村(교촌)
- Mexicana炸雞 (멕시카나)
- Nene Chicken (네네치킨)[16]
- Norang Tongdak (노랑통닭)[17]
- Puradak (푸라닭)[18]
- Gcova Chicken (지코바치킨)